# Nebothriomyrmex majeri
Nebothriomyrmex majeri is een mierensoort uit de onderfamilie van de Dolichoderinae. De wetenschappelijke naam van de soort is voor het eerst geldig gepubliceerd in 2004 door Dubovikov.